# 26 مارس
- السبت
- الأحد
- الاثنين
- الثلاثاء
- الأربعاء
- الخميس
- الجمعة

- 11 رمضان 1446  هـ
- 22 رمضان 1446  هـ
- 33 رمضان 1446  هـ
- 44 رمضان 1446  هـ
- 55 رمضان 1446  هـ
- 66 رمضان 1446  هـ
- 77 رمضان 1446  هـ
- 88 رمضان 1446  هـ
- 99 رمضان 1446  هـ
- 1010 رمضان 1446  هـ
- 1111 رمضان 1446  هـ
- 1212 رمضان 1446  هـ
- 1313 رمضان 1446  هـ
- 1414 رمضان 1446  هـ
- 1515 رمضان 1446  هـ
- 1616 رمضان 1446  هـ
- 1717 رمضان 1446  هـ
- 1818 رمضان 1446  هـ
- 1919 رمضان 1446  هـ
- 2020 رمضان 1446  هـ
- 2121 رمضان 1446  هـ
- 2222 رمضان 1446  هـ
- 2323 رمضان 1446  هـ
- 2424 رمضان 1446  هـ
- 2525 رمضان 1446  هـ
- 2626 رمضان 1446  هـ
- 2727 رمضان 1446  هـ
- 2828 رمضان 1446  هـ
- 2929 رمضان 1446  هـ
- 301 شوال 1446  هـ
- 312 شوال 1446  هـ
- 13 شوال 1446  هـ
- 24 شوال 1446  هـ
- 35 شوال 1446  هـ
- 46 شوال 1446  هـ

26 مارس أو 26 آذار أو يوم 26 \ 3 (اليوم السادس والعشرون من الشهر الثالث) هو اليوم الخامس والثمانون (85) من السنة البسيطة، أو اليوم السادس والثمانون (86) من السنوات الكبيسة وفقًا للتقويم الميلادي الغربي (الغريغوري). يبقى بعده 280 يوما لانتهاء السنة.

## أحداث
- 1091 - سقوط مدينة قرطبة الأندلسية بيد دولة المرابطين.
- 1804 - وصول الوالي العثماني الجديد لمصر خورشيد باشا وذلك بعد جلاء الحملة الفرنسية عنها.
- 1872 - زلزال بقوة 7.8 على مقياس ريختر في أوينز فالي في كاليفورنيا.
- 1931 - توقيع معاهدة تعاون بين العراق والأردن.
- 1945 - قوات الحلفاء تحتل مدينة فرانكفورت الألمانية وذلك قبيل نهاية الحرب العالمية الثانية.
- 1952 - الفرنسيون يعتقلون أعضاء الحكومة التونسية وينفونهم إلى جنوبي البلاد.
- 1953 - العالم الأمريكي يوناس سولك يكتشف مصلًا ضد شلل الأطفال.
- 1954 - الإعلان عن حل مجلس الثورة العسكري في مصر، لكن رُجع عن ذلك بعد فترةٍ قصيرة.
- 1971 - استقلال بنغلاديش عن باكستان.
- 1979 - التوقيع على معاهدة السلام المصرية الإسرائيلية في واشنطن العاصمة وذلك تحت إشراف الولايات المتحدة.
- 1993 - اغتيال الكاتب والشاعر الجزائري الطاهر جاووت.
- 1994 - الكويت تمنع المنقبات من قيادة السيارات.
- 2007 - إجراء استفتاء تعديل الدستور في مصر وذلك لإدخال تعديلات شملت حذف الإشارات إلى النظام الاشتراكي للدولة، ووضع الأساس الدستوري لقانون الإرهاب.
- 2010 - المفوضة العليا للانتخابات في العراق تعلن نتائج الانتخابات البرلمانية التي أجريت في 7 مارس، وكانت النتيجة حصول القائمة العراقية برئاسة إياد علاوي على 91 مقعدًا، وائتلاف دولة القانون برئاسة رئيس الوزراء نوري المالكي على 89 مقعدًا، والائتلاف الوطني العراقي على 70 مقعدًا، والتحالف الكردستاني على 43 مقعدًا، ورئيس الوزراء نوري المالكي يعلن أن النتائج التي أعلنت ليست نهائية ويدعو إلى إعادة الفرز يدويًا وبطريقة أكثر شفافية.
- 2015 - بدء التدخل العسكري في اليمن بقيادة السعودية.
- 2016 - حكومة الوفاق الوطني الليبية تبدأ عملها في تونس العاصمة برئاسة فايز السراج.
- 2017 - كاري لام تفوز في انتخاب الرئيس التنفيذي لهونغ كونغ 2017 وبذلك تصبح أول امرأة تشغل منصب الرئيس التنفيذي لهونغ كونغ.
- 2021 - تصادم قطارين في سوهاج المصرية، يؤدي لوفاة وإصابة العشرات.
- 2024 - انهيار جسر فرانسيس سكوت كي في مدينة بالتيمور في ولاية ماريلند الأمريكية، إثر اصطدام سفينة حاويات بأحد أعمدته.

## مواليد
- 1031 - مالكوم الثالث، ملك اسكتلندا.
- 1868 - فؤاد الأول، ملك مصر.
- 1874 - روبرت فروست، شاعر إنجليزي.
- 1875 - إي سنغ مان، رئيس كوريا الجنوبية.
- 1903 - محمد العدناني، شاعر ولغوي فلسطيني.
- 1913 - بول إيردوس، عالم رياضيات مجري.
- 1916 -
  - صبري عياد، ممثل ومخرج ليبي.
  - كريستيان أنفينسن، عالم كيمياء أمريكي حاصل على جائزة نوبل في الكيمياء عام 1972.
- 1921 - عبد السلام عارف، رئيس العراق.
- 1938 - أنطوني ليجت، عالم فيزياء أمريكي حاصل على جائزة نوبل في الفيزياء عام 2003.
- 1940 - نانسي بيلوسي، سياسية أمريكية.
- 1944 - ديانا روس، مغنية أمريكية.
- 1949 - باتريك زوسكيند، روائي ألماني.
- 1951 - كارل ويمان، عالم فيزياء أمريكي حاصل على جائزة نوبل في الفيزياء عام 2001.
- 1954 - كازهيكو إينوي، ممثل أداء صوتي ياباني.
- 1967 - عبير الجندي، ممثلة مصرية تعمل في الكويت.
- 1973 - تي آر نايت، ممثل أمريكي.
- 1976 -
  - إيمي سمارت، ممثلة أمريكية.
  - أركادي دفوركوفيتش، نائب رئيس الوزراء الروسي.
- 1977 - كيفن ديفيز، لاعب كرة قدم إنجليزي.
- 1979 - بيير وومي، لاعب كرة قدم كاميروني.
- 1982 - ميكل أرتيتا، لاعب كرة قدم إسباني.
- 1983 - عبيد منور، لاعب كرة قدم كويتي.
- 1985 - كيرا نايتلي، ممثلة إنجليزية.
- 1990 - شيومين، مغني كوري.

## وفيات
- 922 - الحسين بن منصور الحلاج، صوفي فارسي.
- 1827 - لودفيج فان بيتهوفن، موسيقار ألماني.
- 1888 - برغش بن سعيد، سلطان زنجبار.
- 1892 - والت ويتمان، شاعر أمريكي.
- 1902 - سيسل رودس، مستكشف إنجليزي.
- 1923 - سارة برنار، ممثلة فرنسية.
- 1926 - قسطنطين فيرينباخ، مستشار ألمانيا.
- 1945 - ديفيد لويد جورج، رئيس وزراء المملكة المتحدة.
- 1956 - عباس المصفي، صحفي وشاعر لبناني مصري.
- 1965 - فريد طليع، طبيب وعسكري لبناني.
- 1966 - محمد القصبجي، موسيقار مصري.
- 1979 - جين ستافورد، روائية وكاتبة قصص قصيرة من الولايات المتحدة.
- 1982 - سلطان الأطرش، قائد ومجاهد سوري.
- 1984 - أحمد سيكو توري، رئيس غينيا.
- 1994 - وداد حمدي، ممثلة مصرية.
- 2002 - إلين أندرسون، إحاثية أمريكية.
- 2005 - جيمس كالاهان، رئيس وزراء المملكة المتحدة.
- 2009 - شوقي شامخ، ممثل مصري.
- 2010 - أحمد بن زايد آل نهيان، العضو المنتدب لجهاز أبوظبي للاستثمار.
- 2022 -
  - رجائي عطية، محامٍ مصري.
  - بيثاني كامبل، روائية أمريكية.

## أعياد ومناسبات
- عيد الاستقلال في بنغلاديش.

## وصلات خارجية
- النيويورك تايمز: حدث في مثل هذا اليوم.
- BBC: حدث في مثل هذا اليوم.